# 漁師カード
漁師カード（りょうしカード）は、青森県の農林水産部水産局水産振興課で県職員の手作りで作成され数量限定で配布されている、トレーディングカードを模したカード。

## 概要
通常のトレーディングカードと同じサイズのカードで、表面に漁師など漁業関係者による上半身裸の写真、名前をローマ字、カードモデルが働く青森県内の地域を地図表示されレアリティー（希少性）が記載されている。
漁師カード誕生の経緯は、企画立案に関わった農林水産局職員が『水揚げされた魚が安くて困っている』という漁師からの切実な声を聞き、平成29年度の青森県庁内ベンチャー制度を活用し水産物の知名度向上と消費拡大を目的に「あおもりの肴オーセンティック事業」を立ち上げたことから始まる。現在は事業が引き継がれ「あおもりの肴 消費拡大レベルアップ事業」の漁業者による直接販売や青森県で水揚げされる水産物や相性の良い県産酒の紹介、料理レシピなどSNSを通じたPR活動の一部に漁師カードが活用されている。
企画立案者、自身も県職員という立場で水産物販イベン等でマグロの解体ショーを行うなどの経歴を持つ

## 反響
青森県の水産物に少しでも興味を持ってもらう為、上半身裸に漁業カッパを着た姿がカード表紙となっている。漁労作業で鍛えられた漁師の肉体もＰＲの材料になり幅広い層から支持を得た漁師カードの話題は全国的な知名度を得た。また度々、全国放送のテレビ番組に取り上げられ漁師カードのモデルとなった漁師が有名出演者と一緒に出演するなど話題になっている。
漁師カードは、主にあおもりの肴によるPRイベント（県内外での直売や解体ショー等）でないと入手が出来ないことから、青森県外から青森まで買い求めに来るファンもいる。

## カードモデルになった感想
人気には漁師も驚き。つがる市の漁師は「自分で大丈夫かと思ったが、若い人に漁業をアピールできればうれしい」と語っておりカード表紙には漁師さんが吊り上げた約８キロあるヒラメを両手に持っている姿となっている。むつ市の漁業者は「裸に漁師カッパという発想に最初は冗談だと思った」、「青森県の豊富な漁獲資源の宣伝のために快諾した」とのこと。

## 裸エプロン漁師
特徴的なカード表紙の上半身裸に漁業カッパを着た姿は一部SNSなどから「裸エプロン漁師」とも呼ばれている。
製作者曰く「水産合羽」という認識。エプロンと言われなければ気づかなかったと語っている。
裸エプロン漁師とは造語。発端は地元インフルエンサーの一人でもある青森県観光物産館アスパム内の地場産品ショップ「青森県地場セレクト」公式アカウントの投稿から火がついた。

## 漁師カード
2021年1月12現在　約107種類の漁師カードが存在する。
レアリティー記載事項
LR：漁協組合長
UR：漁師
SSR：漁連・漁協等関係団体職員
SR：取締船・調査船員
R：水産技術系職員（県市町村職員）
N：その他
漁師カードの配付場所
- あおもりの肴フェア

- あおもりの肴によるPRイベント（県内外での解体ショー等）

◆津軽びいどろ×あおもりの肴コラボ盃取扱店
- 北洋硝子本店直売所

- AoMoLink赤坂

- 石塚硝子楽天ショップ

- さくら野百貨店青森店

◆県内協力店
- 青森県地場セレクト

- LINCE

- セブンイレブン階上蒼前七丁目店

- うぉんさい

- 浜市場みなとっと

- ハマの駅あるでぃ～ば

- 佐藤酒店

- 笑顔亭本店

◆県外協力店
- 東京 ： 酔処みね、青森居酒屋むつ下北半島、あおもり北彩館

- 大阪 ：青森・岩手えぇもんショップ

- 福岡 ：みちのく夢プラザ

## 青森県のユニークな水産業取り組み
- ホタテ水着
- ほやランプ